# تاچهام
latitudeتاچهامlongitudeتاچهام
تاچهام (به انگلیسی: Thatcham) یک منطقهٔ مسکونی در انگلستان است که در جنوب شرقی انگلستان واقع شده‌است.

## خصوصیات
تاچهام ۲۲٬۸۲۴ نفر جمعیت دارد.